# Svätý Jur
Svätý Jur (Ausspracheⓘ: [sʋɛɐtiː ˈjur]; 1960–1990 Jur pri Bratislave; deutsch Sankt Georgen, ungarisch Szentgyörgy, lateinisch Sanctus Georgius oder Fanum Sancti Georgii) ist eine Kleinstadt in der Westslowakei mit  6010 Einwohnern (Stand 31. Dezember 2024), die zum Okres Pezinok im Bratislavský kraj gehört.

## Geographie

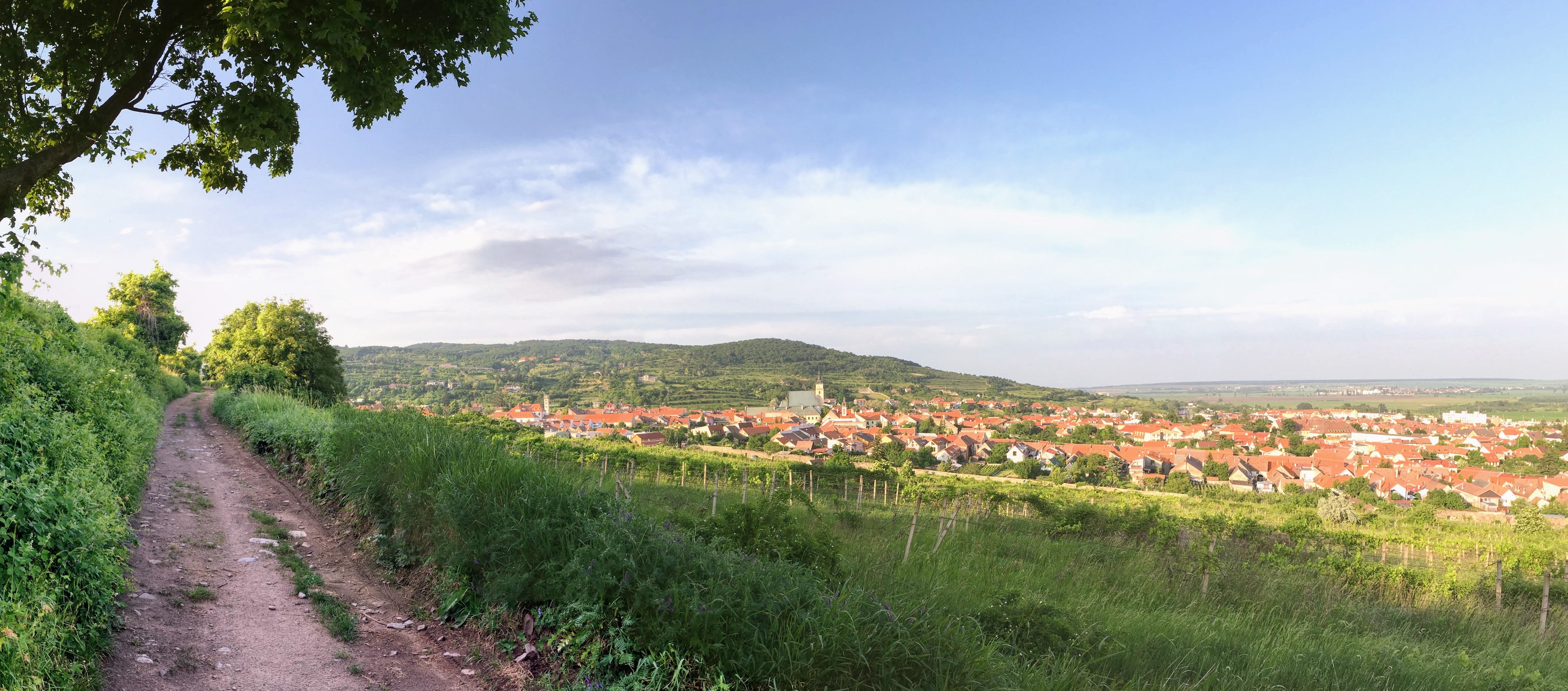
Blick auf Svätý Jur

Die Stadt befindet sich im westlichsten Teil des Donauhügellands im slowakischen Donautiefland am Fuße der Kleinen Karpaten, am kleinen Bach Jurský potok, der über die Blatina bzw. Šúrský kanál zum Einzugsgebiet der Čierna voda gehört. Auf der Fläche der Stadt befindet sich Weingärten im Kleinkarpatischen Weinbaugebiet sowie das Feuchtgebiet und Naturreservat Šúr südlich und südöstlich des bebauten Ortsgebiets. Das Stadtzentrum liegt auf einer Höhe von 180 m n.m. und ist sechseinhalb Kilometer von Pezinok sowie 15 Kilometer von Bratislava entfernt (Straßenentfernung).
Nachbargemeinden sind Pezinok (Stadtteil Grinava) im Nordwesten, Norden und Nordosten, Slovenský Grob im Osten, Chorvátsky Grob (Ortsteil Čierna Voda) im Südosten, Bratislava (Stadtteile Vajnory und Záhorská Bystrica) im Südwesten und Westen, Borinka im Westen und Lozorno im Nordwesten.

## Geschichte

Abbildungen der Stadt von Samuel Mikoviny, 1735

Die erste nachgewiesene Siedlung stammt aus der Hallstattzeit. Eine großmährische Festung wurde im 9. Jahrhundert errichtet. Die erste schriftliche Erwähnung erfolgte 1209 unter dem Namen Zergung als eine Marktgemeinde. Nach dem Tatareneinfall 1241 wurden deutsche Kolonisten angesiedelt und die Burg Biely Kameň (Weißenstein) gebaut. Die Stadt entwickelte sich danach als eine Siedlung unter der Burg. Vor allem der Weinbau machte Sankt Georgen bekannt. 1647 wurde die Stadt zur königlichen Freistadt erhoben. Während der Türkenkriege wurde die Burg 1633 verwüstet und die Stadt 1663 niedergebrannt. Bereits zu Beginn des 19. Jahrhunderts hatte der Ort keine deutsche Mehrheit mehr. Der Großteil der Bewohner bestand aus Slowaken. Deutsche stellten aber noch bis zum Ende des Ersten Weltkriegs etwa ein Viertel der Bevölkerung. Die erste (am Anfang nur Pferde-)Bahn im Königreich Ungarn wurde 1840 zwischen Bratislava und Svätý Jur eröffnet (siehe Pressburg-Tyrnauer Eisenbahn). Nach dem Zerfall des Königreichs Ungarn in den Jahren 1918/19 kam die Stadt zur neu entstandenen Tschechoslowakei. Im zweiten Halbjahr 1943 wurde ein Zwangsarbeitslager für 133 Juden eingerichtet, die bei  Arbeiten im Feuchtgebiet Šúr eingesetzt wurden.
1944 wurde der Ort Neštich (Neustift) eingemeindet.

## Bevölkerung
| Jahr                | 1994 | 2004    | 2014     | 2024    |
| ------------------- | ---- | ------- | -------- | ------- |
| Anzahl der Personen | 4529 | 4799    | 5500     | 6010    |
| Unterschied         |      | +5,96 % | +14,60 % | +9,27 % |

| Jahr                | 2023 | 2024    |
| ------------------- | ---- | ------- |
| Anzahl der Personen | 5983 | 6010    |
| Unterschied         |      | +0,45 % |

Nach der Volkszählung 2011 wohnten in Svätý Jur 5141 Einwohner, davon 4952 Slowaken, 32 Magyaren, 29 Tschechen, 14 Deutsche, sieben Russinen, jeweils sechs Mährer und Ukrainer, vier Russen, drei Kroaten sowie jeweils ein Jude und Serbe. Acht Einwohner gaben eine andere Ethnie an und 78 Einwohner machten keine Angabe zur Ethnie.
3358 Einwohner bekannten sich zur römisch-katholischen Kirche, 279 Einwohner zur Evangelischen Kirche A. B., 31 Einwohner zur griechisch-katholischen Kirche, 27 Einwohner zur Brüderbewegung, jeweils 12 Einwohner zur apostolischen Kirche und zur orthodoxen Kirche, neun Einwohner zur evangelisch-methodistischen Kirche, fünf Einwohner zur reformierten Kirche, jeweils drei Einwohner zu den christlichen Gemeinden und zur tschechoslowakischen hussitischen Kirche, zwei Einwohner zur Bahai-Religion und zu den Baptisten und ein Einwohner zur jüdischen Gemeinde. 44 Einwohner bekannten sich zu einer anderen Konfession, 957 Einwohner waren konfessionslos und bei 394 Einwohnern wurde die Konfession nicht ermittelt.

## Sehenswürdigkeiten

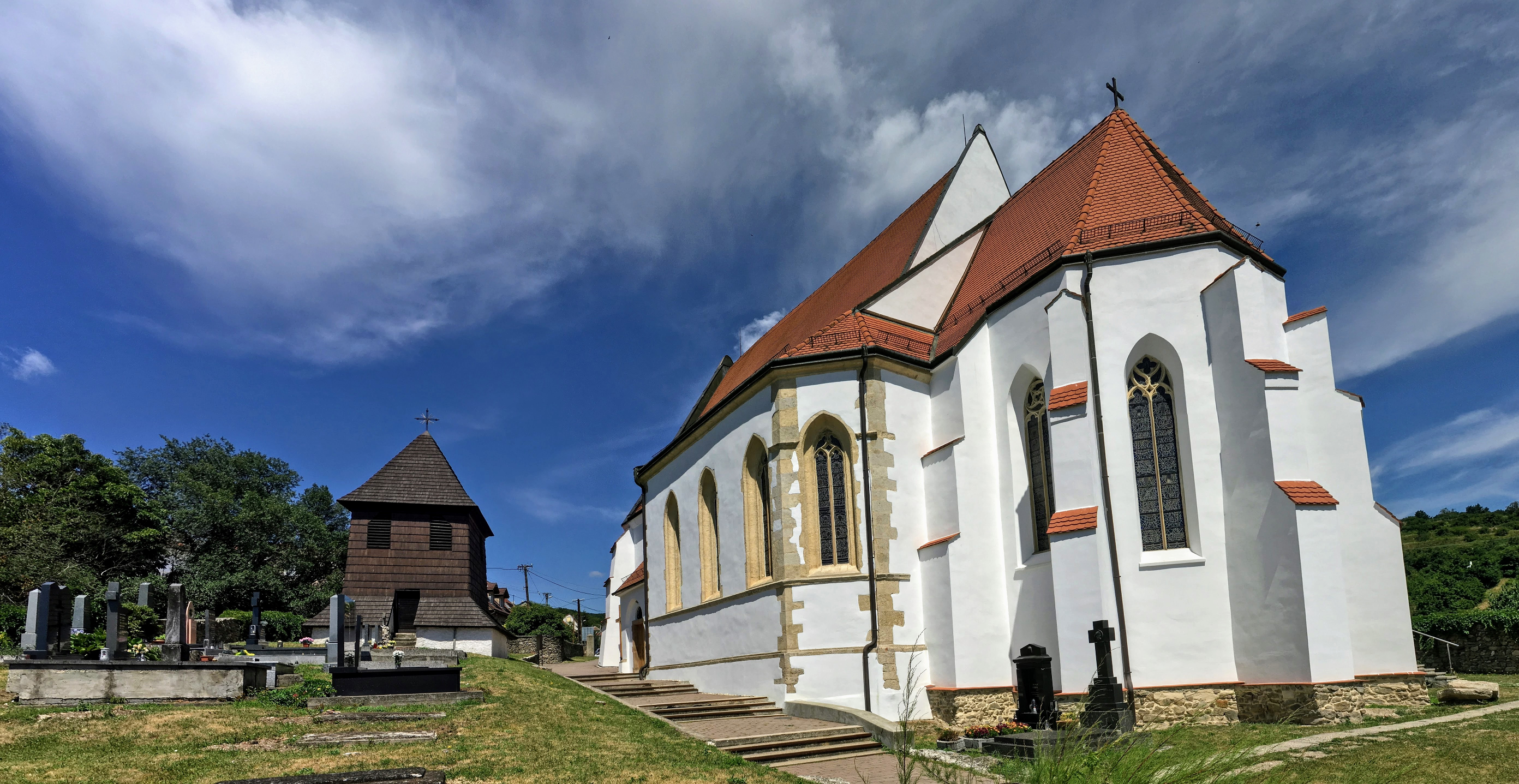
Georgskirche und Holzglockenturm

- gotische Kirche St. Georg aus dem 13. Jahrhundert
- evangelische Kirche aus dem Jahr 1783, die nach Umbau eines Hauses entstand
- hölzerner Glockenturm aus dem 17. Jahrhundert
- Reste der Stadtmauer aus dem 17. Jahrhundert
- nahezu verfallene Synagoge aus dem späten 18. Jahrhundert
- Ruinen der Burg Biely Kameň (Burg Weißenstein) aus dem 13. Jahrhundert
- Renaissance-Kastell aus dem Jahr 1609

## Infrastruktur und Verkehr
Die Stadt betreibt je eine Grundschule und Grundkunstschule sowie vier Kindergärten.
Durch Svätý Jur verläuft die hier vierspurig ausgebaute Cesta II. triedy 502 („Straße 2. Ordnung“) von Bratislava nach Pezinok und weiter Modra. Südwestlich der Stadt endet seit 2021 der gebaute Teil der Bratislavas Ringautobahn D4 an der Anschlussstelle Bratislava-Rača. Die Stadt ist durch den Bahnhof Svätý Jur an der Bahnstrecke Bratislava–Žilina an das Bahnnetz angeschlossen, mit mehreren S-Bahn-Verbindungen im Rahmen des Verkehrsverbundsystems IDS BK, dazu Regionalbuslinien.

## Söhne und Töchter der Stadt
- Jindřich Jaroslav Clam-Martinic (1826–1887), tschechischer Politiker
- Wilhelm Neurath (1840–1901), österreichischer Wirtschaftswissenschaftler
- Hermann Vámbéry (1832–1913), ungarischer Orientalist, Turkologe, Reisender und Geheimagent (Er selbst gab als Geburtsort jedoch Dunajská streda an.)
- Alexander Zahlbruckner (1860–1938), österreichischer Botaniker
- Alojz Hudek (1887–1961), SDB, katholischer Priester, Jugendseelsorger, Missionar (Bolivien, Peru) und Radio-Prediger.[7]

## Persönlichkeiten
- Andreas Reuß (* 15?? in Querfurt; † 1629 in Sankt Georgen), evangelisch-lutherischer Pfarrer und Dekan
- Maria Magdalena Götz (1657–1722), deutsche Dichterin des Barock
- Heinrich Jaroslaw Clam-Martinic (1826–1887), Politiker